# Фергана (держава)
Фергана  — держава, що існувала в Центральній Азії з часів античності до раннього Середньовіччя. Утворилося після занепаду держави Даюань. Було важливим центром торгівлі та ремесел. Послідовно визнавало зверхність Кушанської імперії, Держави кушаншахів, ефталітів, Тюркського каганату, Арабського халіфату. 819 року остаточно ліквідовано Саманідами.

## Історія
Внаслідок вторгнення хунну до Трансоксіани та в ході наступних війн держава Даюань занепала. Втім наступні війни хунну, що створили державу Юебань, проти Усунського ханства дозволили кушанам захопити частину земель Даюань, насамперед в Ферганській долині, де було вторено власну державу. У VI ст. відома перша згадка в китайських джерелах про цю державу, де її названо «Бохань».
Головним завданням володарів стало збереження статусу держави як Великого Шовкового шляху. Тому з одного боку ферганци не намагалися протидіяти різним завойовникам при умові збережені династії та власної внутрішньої незалежності, з іншого боку необхідним було збереження відносин з Китаєм. Туди регулярно відправлялися посольства й каравани. У 605 році ферганський іхшид Аліці (китайський варіант імені) відправив посольство до суйського імператора Ян Гуана.
Водночас до занепаду Кушанської імперії Фергана входила до сфери її впливу. Занепад останньої у 230-х роках призвів до здобуття самостійності ферганськими іхшидами. Втім до середини цього ж століттяв они визнали зверхність Держави Кушаншахів, де панували Сасаніди. Ймовірно в нових зверхниках ферганці вбачали скоріше союзників проти кочових племен. У II ст. підкорилася червоним хіонітам (південній орді), яку складали кідарити і алхон-гунни. Ймовірно частина знаті останніх поселилася в Ферганській долині.
У 490 році визнано було зверхність ефталітів, а 555 року — Тюркського каганату. У 560-х роках ферганські загони брали участь у війні тюрок проти ефталітів.
У 619 році внаслідок реформи Тун-Ябгу-кагана вплив іхшида (володаря) Фергани зменшується, вагу набуває тюркський тудун Фергани. Між 624 і 630 роками останній представник кушанської династії — іхшид Кібі (Цібі) — був повалений тудуном тудуном Тун-Багадуром (у китайців відомий як Кань Мохеду). Але того в свою чергу невдовзі повалив представник тюркської династії Ашина — Шуні, що заснував нову династію володарів Фергани.
У 657 році після підкорення ханською армією земель Західнотюркського каганату Більге-чор (в китайських джерелах — Єбочжі) визнає зверхність й стає очільником округу Нін'юань («Заспокоєне»). З 660-х років формується союз з державами Согд і Бухара, до якого час від часу пристають тудуни Чача (Ташкентська оаза). При цьому дотримується мирних відносин з 2 залежними каганами тюркських область танського генерал-губернаторства (дудуфу) Ансі (Спокійний Захід).
У 715 році Кутайба бін Муслім повністю підкорив Фергану, зробивши її васальною державою Омеядського халіфату, поваливши Алту-чора (в арабів — Алатар чи Алутар, в согдійців — Тар, китайців — Аляода). Того ж року за підтримки танського генерала Чжан Сяосона той відновив своювладу. Невдовзі підтримав повстання на чолі із Дівашичем, афшином Панджа, в Південному Согді, що тривало до 722 року. У відповідь 721 року знову повалений арабами, але у 722 році в котре відновився на троні. 723 року арабський полководець Муслім ібн Саїд аль-Кілабі атакував Фергану, сплюндрувавши місто Куву. 724 року тюргеський каган Сулук-чор завдав арабам нищівної поразки. Зрештою 729 року Фергану розділено на 2 частини (південну і північну), де панували кожен з іхшидів, залежні від халіфату й тюргешів відповідно.
В подальшому іхшид Північної Фергани діяв в союзі з Тюргеським каганатом. 731 року вдалося повернути під владу Південну Фергану. Поразка останнього від арабів у 737 році погіршила ситуацію. 739 року тюркський полководець Арслан-тархан захопив тут владу, а 740 року визнав зверхність халіфату. Активно втручався в боротьбу за владу серед тюргешів. Але антиомеядське повстання 744 року вкотре змінило ситуацію й до самої смерті Арслан був незалежним.
751 році ферганський іхшид виступив на боці танської армії в Талаській битві, де перемогу здобули араби. Як наслідок Фергана знову опинилася під зверхністю халіфату. До 770 року влада іхшида фактично стала номінальною. Тому 775 року знать й населення підтримали повстання Муканни в Мавераннахрі. Ймовірно після придушення повстання у785 році владу іхшидів Фергана скасовано, а тут поставлено арабського еміра.

## Територія і населення
На заході кордон мала з князівством Уструшана, сході — Кашгарія, на півночі — з державою Чач, напівдні — Памир.
Основу становили согдійці. Держава мала велику щільність населення, що мешкало в значній мірі в 22 містах, з яких найзначущими були Ахсікет (столиця), Кува, Хуваканд, Ош й Узгенд

## Устрій
На чолі стояв володар, що носив титул іхшид (іхшад). Після здобуття влади династією Ашина цей титул часто поєднувався з тюркським титулом ябгу. Існував офіційний титул спадкоємця трону (шахзадагана), резиденція якого розташовувалася в Куві. Держава поділялася на 3 області: Касан, Джидгіль і Міан-Рудан.

## Економіка
Основними напрямками були землеробство, тваринництво, ремісництво і торгівля. Розвитку землеробство сприяло кліматичні умови, що сприяло вирощування зернових культур (просо, ячмінь, рис), бавовни, садівництву, городництву. Для цього також була розбудована іригаційна система. Збирали дикі ячмінь та пшеницю.
Активно розвивалося добування золота (біля Ахсикенту, в горах Некада, річці Резаксай і місцині Верхня Ніса), срібла (копальні Базардарин), свинцю, заліза (копальні Ісфари і Верхня Ніса), міді (в Наукаті і горах Супетау), олово, кремнію, ртуті (долина Соха), стибія (район Хайдаркан), нафти (область Чимян), кам'яного вугілля, солі, азбесту, бірюзи, вохри.
Наявність корисних копалень призвело до розвитку металургії (активно виплавлялися бронзові речі, велася обробка заліза). Високо рівня досягли ткацтво й гончарство. Виготовлялися побутові речі, посуд, великим попитом користувалися ферганські обладунки.
Карбувалися власні золоті, срібні та  мідні монети, зазвичай за китайським зразком, але з согдійськими написами. У VIII ст. карбуються срібні монети за бухарським зразком, а з 770-х  років — за аббасидським.

## Релігія
В доісламський період були поширенні поклоніння давньогрецьким богам ( ще у VI ст. існував величний храм Меркурія) і зороастризм, які згодом поступився першістю буддизму. Деякий вплив мали ідеї маніхейства. З 710-х років починає проникати іслам, що затвердився тут лише у 770-х роках.